# Alette Pos
Alette Pos, född den 30 mars 1962 i Arnhem, Nederländerna, är en nederländsk landhockeyspelare.
Hon tog OS-guld i damernas landhockeyturnering i samband med de olympiska landhockeytävlingarna 1984 i Los Angeles.